# Гарбаняте Монастеро
Гарбаня̀те Монастѐро (на италиански: Garbagnate Monastero, на западноломбардски: Garbagnàa, Гарбаняа) е село и община в Северна Италия, провинция Леко, регион Ломбардия. Разположено е на 299 m надморска височина. Населението на общината е 2431 души (към 2014 г.).